# Benz Prinz-Heinrich-Wagen
Benz Prinz-Heinrich-Wagen — гоночный автомобиль, разработанный немецкой компанией Benz & Cie. в 1908 году. Своё наименование модель получила в честь побед Фрица Эрла, автомобильного инженера и автогонщика фирмы, в гонках принца Генри. Автомобиль выпускался вплоть до 1911 года.

## История

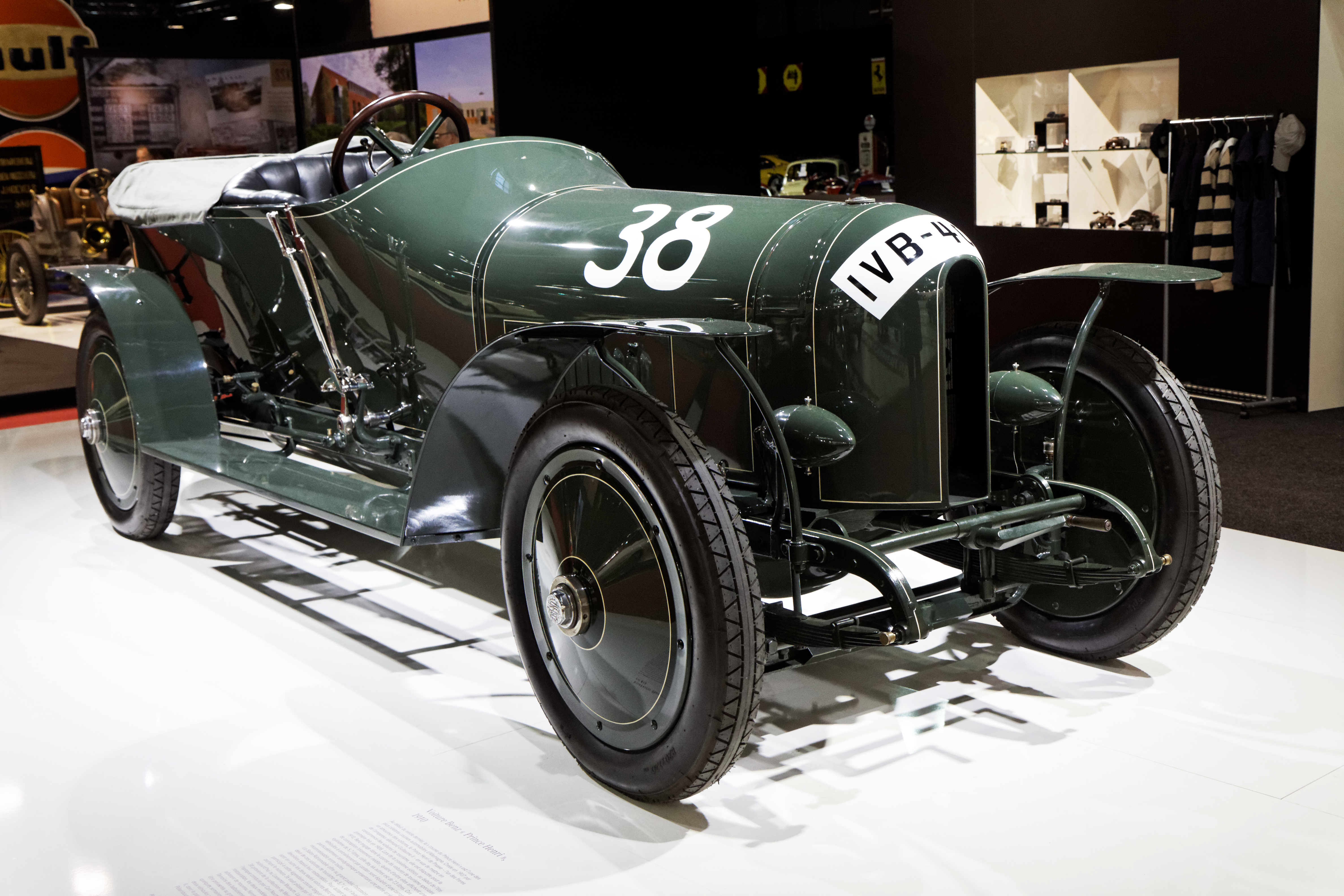
Автомобиль на выставке ретромобилей в Париже, 2013

В начале 1900-х годов на заре автомобильной спортивной эпохи одним из самых значительных гоночных событий стали «гонки принца Генри», названные в честь принца Альберта Вильгельма Генриха Прусского — автомобильного энтузиаста и брата германского императора Вильгельма II. В 1907 году Германский Императорский автомобильный клуб организовал первый ежегодный тур принца Генриха. В отличие от Гран-при Франции, регламент которого подразумевал участие специально сконструированных гоночных автомобилей, новые соревнования разрешили использовать только четырёхместные серийные автомобили.
Среди наиболее значимых победителей тура присутствовали немецкий инженер и автогонщик Фриц Эрле, который выиграл гонку в 1908 году на 50-сильном автомобиле фирмы Benz & Cie., и Фердинанд Порше, который в 1910 году успешно завершил турнир на выносливость, управляя 85-сильным автомобилем производства Austro-Daimler. В ознаменование победы Эрла немецкий автопроизводитель с 1908 по 1910 год выпускал автомобили «Benz Prinz-Heinrich-Wagen» в различных конфигурациях двигателей. 100-сильный вариант автомобиля был разработан специально для гонок принца Генриха в 1910 году. Это был первый автомобиль в Мангейме, оборудованный четырьмя клапанами. Тем не менее, ему так и не удалось попасть в списки победителей. Последний тур принца Генриха состоялся в 1911 году, после чего компания прекратила производство автомобиля.
Модель «Benz Prinz-Heinrich-Wagen» имела переднемоторную заднеприводную компоновку и оснащалась четырёхтактным бензиновым двигателем, карбюраторной системой питания, жёсткими мостами с полуэллиптическими рессорами, 4-ступенчатой механической коробкой передач, которая соединялась при помощи карданного вала с задней осью, и деревянными спицевыми колёсами с пневматическими шинами.
В настоящее время автомобиль можно найти в коллекции музея Mercedes-Benz (Штутгарт, Германия) и музее Лоувмена (Гаага, Нидерланды).

## Описание

### Двигатели
| Годы выпуска | Конфигурация | Рабочий объём | Диаметр цилиндра x ход поршня | Мощность           | Оборотов в минуту |
| ------------ | ------------ | ------------- | ----------------------------- | ------------------ | ----------------- |
| 1908–1909    | R4           | 6644 см3      | 115 мм x 160 мм               | 80 л. с. (59 кВт)  | 2000              |
| 1908–1909    | R4           | 7475 см3      | 115 мм x 180 мм               | 105 л. с. (77 кВт) | 2000              |
| 1910–1911    | R4           | 5712 см3      | 105 мм x 165 мм               | 80 л. с. (59 кВт)  | 2500              |
| 1910–1911    | R4           | 7267 см3      | 115 мм x 175 мм               | 100 л. с. (74 кВт) | 2500              |